# クラーン (バンド)
クラーン (Kraan)は、ウルムに拠点を置くドイツのバンドで、1970年に結成された。1970年代から1980年代にかけて、いくつかのマイナーヒットがあった。10年の活動休止の後、2000年に再結成した。彼らの初期のスタイルは、ロックとジャズの両方の要素を組み合わせ、やがてフュージョンへと変わっていったクラウトロックと説明できる。

## バンド・メンバー

### 最新のラインナップ
- ピーター・ウォルブラント (Peter Wolbrandt) - ギター (1970年–)
- ヘルムート・ハトラー (Hellmut Hattler) - ベース (1970年–)
- ヤン・フリード (Jan Fride) - ドラム (1970年–1978年、1984年–)

### 旧メンバー
- インゴ・ビショフ (Ingo Bischof) - キーボード (1975年–2007年) ※2019年死去
- ヨハネス・パペート (Johannes Pappert) - アルト・サックス (1970年–1976年)
- ウド・ダーメン (Udo Dahmen) -  – ドラム (1977年–1980年)
- ジョー・クラウス (Joo Kraus) - キーボード、トランペット (1987年–1992年)
- ジェリー・ブラウン (Gerry Brown) - ドラム、リード・ボーカル (1979年–1983年)
- トミー・ゴルドシュミット (Tomy Goldschmidt) - ドラム (1977年)
- イーフ・アルバース (Eef Albers) - ギター (1982年–1983年)
- マーク・マクミラン (Marc McMillen) - キーボード、ボーカル (1982年–1983年)

## ディスコグラフィ

### アルバム
- Kraan (1972年)
- Wintrup (1973年)
- Andy Nogger (1974年)
- Kraan Live (1975年) ※ライブ・アルバム
- Let It Out (1975年)
- 『ヴィーダーヘレン』 - Wiederhören (1977年)
- 『フライディ』 - Flyday (1978年)
- 『ドイツ漫遊記』 - Tournee (1980年)
- 『ナイト・トリップ』 - Nachtfahrt (1982年)
- X (1983年)
- 2 Schall-Platten (Best of Kraan) (1983年) ※コンピレーション・アルバム
- 『ライヴ88』 - Kraan Live 88 (1988年) ※ライブ・アルバム
- 『ダンシング・イン・ザ・シェイド』 - Dancing In The Shade (1989年)
- 『ソウル・オヴ・ストーン』 - Soul of Stone (1991年)
- The Famous Years Compiled (1998年)
- Live 2001 (2001年) ※ライブ・アルバム
- Berliner Ring And Other Exotic & Unreleased 80ies Material (2001年)
- Through (2003年)
- Psychedelic man (2007年)
- Diamonds (2010年)
- The Trio Years (2018年) ※ライブ・アルバム